# 胸腔內視鏡影像輔助肺葉切除術
胸腔內視鏡影像輔助 （ video-assisted thoracoscopic surgery，VATS ） 肺叶切除术，是一種肺癌手术的方法。 

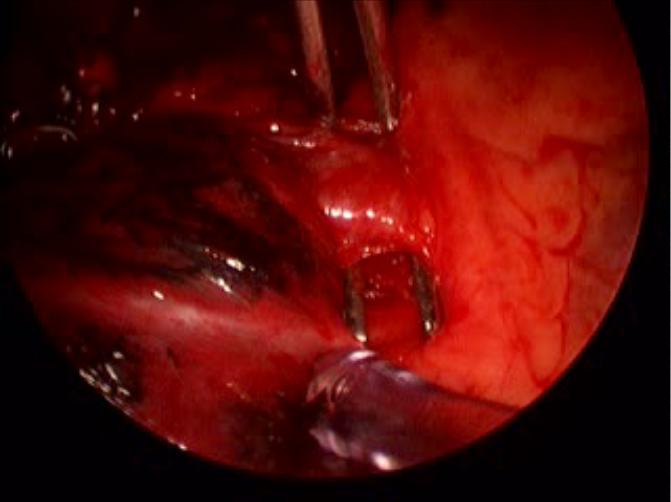
分離右肺上静脉

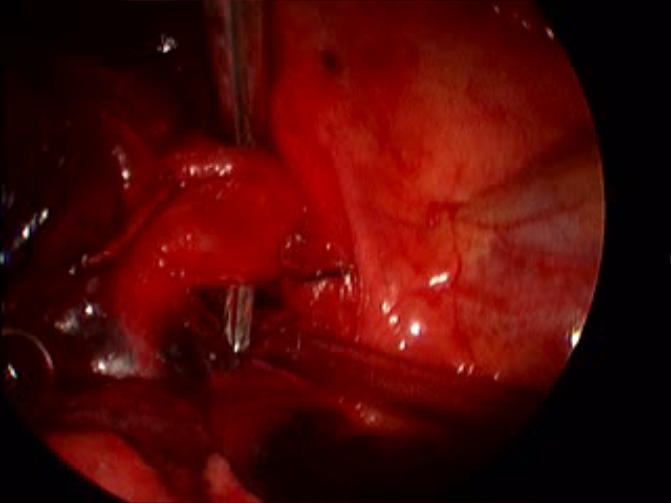
分離右肺动脉前干

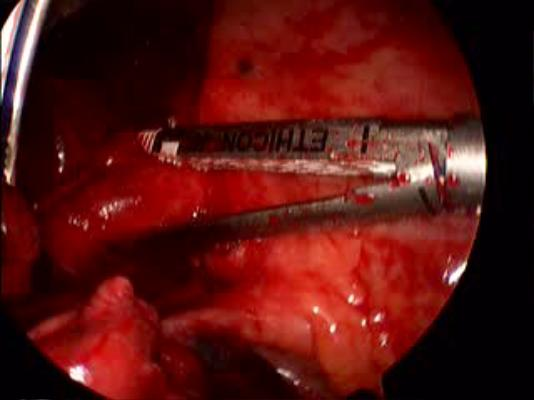
准备用内視鏡自動縫合器，将右肺动脉切斷與釘合

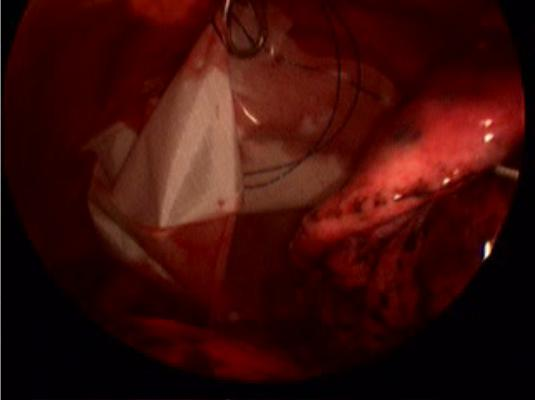
将切除的肺叶放入不透水袋中，以便从胸部取出

## 肺葉切除術
對於早期非小细胞肺癌患者，依照解剖構造的肺部分切除术，即肺叶切除术或肺切除术，併行纵隔腔淋巴结廓清術，是存活率最高的治療。手術進行時需要於肺门进行解剖分離，將肺动脉、肺静脉和进入肺的支气管個別分離結紮。對於治療肺癌進行依照解剖構造的肺切除术，立論是徹底清除肺部肿瘤以及将肿瘤引流的淋巴管，以清除淋巴管中的肿瘤细胞也将被清除；已知較小範圍的切除與与增高局部复发风险较高和較差的长期存活有关。早期肺癌手术治疗一個基本原則，是纵隔腔淋巴结廓清，可增加去除所有癌细胞的可能（完全切除），並可判斷病人是否需要进一步治疗（如辅助化疗）。但進行肺切除术时仍要考慮尽可能保留肺组织。肺叶切除术在治療癌症上跟肺切除术一樣有效，但是肺叶切除术的并发症和後遺症要比肺切除術小得多。

## 手術方式
胸腔內視鏡影像輔助手術（video-assisted thoracoscopic surgery，VATS）在1990年代开始广泛使用，並用來進行肺葉切除術。VATS相对于傳統开胸手术的優點包括不用切開大量的胸部肌肉、不用撐開或切開肋骨，因此可以减少术后疼痛和持续时间，使患者更快地恢复活动。 
胸腔內視鏡影像輔助手術肺叶切除术與傳統开胸手术之相同之处包括將病灶肺葉的肺动脉，肺静脉和支气管分別分離與結紮，通常使用內視鏡自動縫合装置以結紮和分割血管和支气管，不過也可以使用一般的缝合材料。進行手術時無法以肉眼观察手術範圍，醫師必須使用硬式胸腔鏡，藉由安装在胸腔镜上的摄影机将影像传输到監視器，使手術團隊能够觀察手術範圍並進行手術。切下的手术标本放入不透水的袋子中，以便从胸腔中將整個標本取出（而不用先切成小块），這可避免在切碎過程中或是在取出過程中沿途散佈肿瘤细胞，并讓病理醫師能對完整标本进行病理检查和癌症分期 。纵隔腔淋巴结廓清也能進行。光纤胸腔镜可將影像放大，除了0度視角的胸腔鏡，也可使用30度視角的胸腔鏡，以便檢查各個範圍。不過切口太小，外科醫師的手不方便进入胸腔，對於觸診與手術的手感有所影響。要進行胸腔內視鏡影像輔助手術肺叶切除术，醫師需要对肺部解剖结构有透彻了解，以便計畫如何安排切口（通常有3-5个切口）。由於胸壁的主要肌肉與肋骨無重大切開，病人術後住院時間通常為开胸手术进行肺叶切除之住院时间的一半左右。

## 適應症與禁忌症
并非所有患者都适合进行胸腔內視鏡影像輔助手術肺叶切除术。一般而言，適應症是早期肺癌（原发肿瘤直徑小於或等於3公分，且位于肺实质較周邊區域）。位于較靠中央的主要血管或气道附近的肿瘤，或是腫瘤較大已擴散到肺中央區淋巴結的並人，可能需要以开胸手术，手術醫師藉由触感來協助徹底切除，並保護未被切除的肺部的动脉和气道完整。此外，接受過术前化疗或放疗的癌症病人，或曾接受過胸部手术的病人，可能因為主要血管周围的瘢痕，使通过胸腔內視鏡影像輔助手術进行解剖較為困难，或許並不适合胸腔內視鏡影像輔助手術。另外，肺肿瘤侵犯胸壁而必须进行肋骨切除的病人，進行胸腔內視鏡影像輔助手術的意義也不大。最后，對於肺切除術，雖然有报道称以胸腔內視鏡影像輔助手術進行，但取出標本仍然需要大的切口，胸腔內視鏡影像輔助手術的意義也不大。 

## 與傳統開胸手術的比較
由于与开胸手术相比，胸腔內視鏡影像輔助肺叶切除术的胸壁创伤较小，已证明老年患者對於胸腔內視鏡影像輔助肺叶切除术的耐受性，要比接受傳統開胸手術來得好。  与开胸手术相比，胸腔內視鏡影像輔助肺叶切除术后需要化疗之患者，更有可能成功完成計畫的化疗。  与傳統開胸手術相比，由於胸壁创伤較輕，肺部動力學狀況較佳，胸腔內視鏡影像輔助肺叶切除术术后的细胞因子變動程度較低。  从经济的角度来看，由於入住加護病房與住院天數較短，胸腔內視鏡影像輔助肺叶切除术花費比傳統開胸手術便宜。 